# Тёмные века (космология)
Тёмные века́ (англ. Dark Ages) в космологической истории Вселенной — период развития вселенной;
промежуток времени между возникновением реликтового излучения и образованием первых звёзд.
Следует после эпохи образования реликтового фона и окончания рекомбинации, продолжавшийся около 300 млн лет, между 380 000 лет и 550 млн лет после Большого взрыва. Вселенная заполнена водородом и гелием, реликтовым излучением, излучением атомарного водорода на волне 21 см. Звёзды, квазары и другие яркие источники отсутствуют.
Тёмные века заканчиваются, когда излучение первых звёзд повторно ионизирует вещество, и Вселенная переходит в следующую эпоху: эпоху Реионизации.